# Lista de filmes do Studio Ghibli

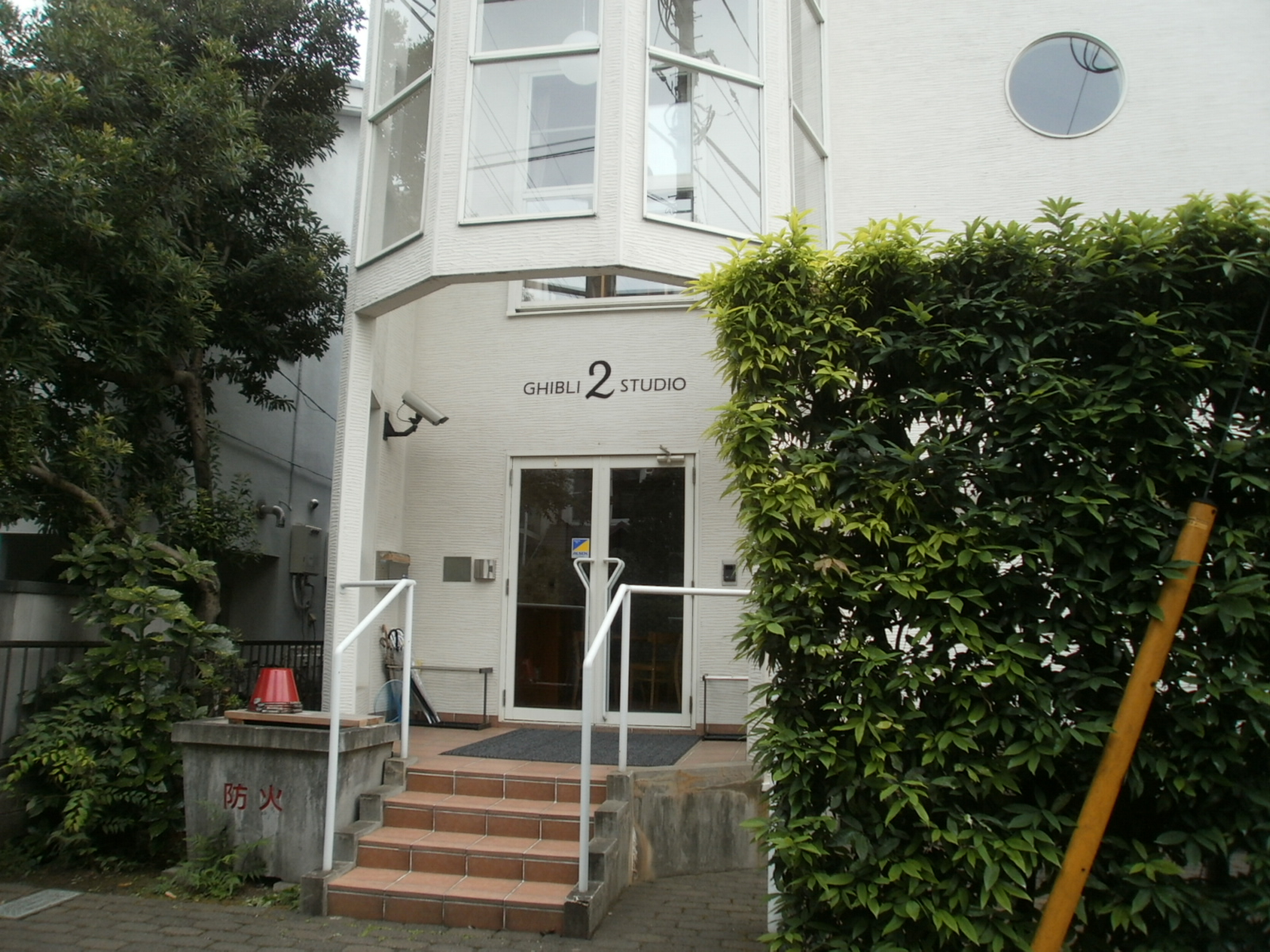
Segundo estúdio do Studio Ghibli, localizado na cidade de Tóquio.

A lista de filmes do Studio Ghibli, companhia japonesa fundada em 1985 por Hayao Miyazaki, Isao Takahata e Toshio Suzuki, consiste em vinte e três longas-metragens, quinze curtas-metragens e três co-produções. O primeiro filme a ser lançado pelo estúdio em 1986, Tenkū no Shiro Rapyuta, apresentou bons índices em sua bilheteria e foi avaliado positivamente pela crítica e pelo público. Em 1988, houve o lançamento simultâneo de Hotaru no Haka e Tonari no Totoro, onde os diretores (Takahata e Miyazaki) queriam mostrar "os dois lados da questão que tratavam". Enquanto o público-alvo de Tonari no Totoro era o infantil, Hotaru no Haka era direcionado a um público mais velho; o primeiro filme mencionado obteve um enorme êxito comercial graças ao seu marketing, já o segundo não foi tão bem recebido devido à sua natureza adulta e realista sobre a Segunda Guerra Mundial no Japão. No ano seguinte foi lançado o primeiro sucesso comercial do estúdio, dirigido por Miyazaki, Majo no Takkyūbin figurou-se como o mais lucrativo do ano — arrecadando 2,15 bilhões de ienes. Para Suzuki, o sucesso da película marca o "início da segunda fase do Studio Ghibli".
Durante a década de 1990, o Studio Ghibli aumentou o número de produções lançadas. Além das estreias dos diretores Tomomi Mochizuki e Yoshifumi Kondō na companhia. Alguns dos filmes de maior bilheteria do estúdio naquela década incluem: Omoide Poro Poro (1991), Kurenai no Buta (1992), Heisei Tanuki Gassen Ponpoko (1994), Mimi wo Sumaseba (1995) e Mononoke Hime (1997). Heisei Tanuki Gassen Ponpoko e Mononoke Hime foram escolhidos para representar o Japão no Oscar de melhor filme internacional, não conseguindo nenhuma nomeação.
Em 2001, foi lançado Sen to Chihiro no Kamikakushi, que ganhou o Oscar de melhor filme de animação em 2003, tornando-se a primeira produção que não tenha o inglês como língua original a vencer essa categoria. Também é a película mais bem sucedida do estúdio, com um total de 31 bilhões de ienes. Com a inauguração do Museu Ghibli, em Tóquio, foi produzido uma série de curtas-metragens (durante 2001 e 2006) para o museu, em destaque: Kujiratori, Mei to Konekobasu, Kūsō no Sora Tobu Kikaitachi e Yadosagashi. Ao decorrer dos anos 2000, foram lançados os longas-metragens: Neko no Ongaeshi (2002), Hauru no Ugoku Shiro (2004), Gedo Senki (2006) e Gake no ue no Ponyo (2008). Todas as quatros produções estão entre os filmes de maior bilheteria do Japão. A partir de 2013, ocorreu o lançamento de Kaze Tachinu — que foi anunciado como o último filme dirigido por Miyazaki antes de sua aposentadoria, mas anunciou sua saída da aposentadoria para desenvolver Kimi-tachi wa Dō Ikiru ka —, e Kaguya-hime no Monogatari, de Takahata. No ano seguinte foi lançado Omoide no Marnie, seguido por Āya to Majo (2020), que estreou originalmente na TV japonesa.

## Filmografia

### Longas-metragens
| Título                                                        | Lançamento             | Direção              | Roteiro                                      | Produção                       | Distribuição | Ref.   |
| ------------------------------------------------------------- | ---------------------- | -------------------- | -------------------------------------------- | ------------------------------ | ------------ | ------ |
| Tenkū no Shiro Rapyuta (天空の城ラピュタ)                     | 2 de agosto de 1986    | Hayao Miyazaki       | Hayao Miyazaki                               | Isao Takahata                  | Toei         | [ 17 ] |
| Hotaru no Haka (火垂るの墓)                                   | 16 de abril de 1988    | Isao Takahata        | Isao Takahata                                | Tōru Hara                      | Toho         | [ 19 ] |
| Tonari no Totoro (となりのトトロ)                             | 16 de abril de 1988    | Hayao Miyazaki       | Hayao Miyazaki                               | Tōru Hara                      | Toho         | [ 20 ] |
| Majo no Takkyūbin (魔女の宅急便)                              | 29 de julho de 1989    | Hayao Miyazaki       | Hayao Miyazaki                               | Hayao Miyazaki                 | Toei         | [ 22 ] |
| Omoide Poro Poro (おもひでぽろぽろ)                           | 20 de julho de 1991    | Isao Takahata        | Isao Takahata                                | Toshio Suzuki                  | Toho         | [ 24 ] |
| Kurenai no Buta (紅の豚)                                      | 18 de julho de 1992    | Hayao Miyazaki       | Hayao Miyazaki                               | Toshio Suzuki                  | Toho         | [ 26 ] |
| Umi ga Kikoeru (海がきこえる)                                 | 5 de maio de 1993      | Tomomi Mochizuki     | Seiji Okuda Nozomu Takahashi                 | Toshio Suzuki                  | Nippon TV    | [ 28 ] |
| Heisei Tanuki Gassen Ponpoko (平成狸合戦ぽんぽこ)             | 16 de julho de 1994    | Isao Takahata        | Isao Takahata                                | Toshio Suzuki                  | Toho         | [ 30 ] |
| Mimi wo Sumaseba (耳をすませば)                               | 15 de julho de 1995    | Yoshifumi Kondō      | Hayao Miyazaki                               | Toshio Suzuki                  | Toho         | [ 32 ] |
| Mononoke Hime (もののけ姫)                                    | 12 de julho de 1997    | Hayao Miyazaki       | Hayao Miyazaki                               | Toshio Suzuki                  | Toho         | [ 33 ] |
| Hōhokekyo Tonari no Yamada-kun (ホーホケキョとなりの山田くん) | 17 de julho de 1999    | Isao Takahata        | Isao Takahata                                | Toshio Suzuki                  | Shochiku     | [ 35 ] |
| Sen to Chihiro no Kamikakushi (千と千尋の神隠し)              | 20 de julho de 2001    | Hayao Miyazaki       | Hayao Miyazaki                               | Toshio Suzuki                  | Toho         | [ 36 ] |
| Neko no Ongaeshi (猫の恩返し)                                 | 20 de julho de 2002    | Hiroyuki Morita      | Reiko Yoshida                                | Toshio Suzuki Nozomu Takahashi | Toho         | [ 38 ] |
| Hauru no Ugoku Shiro (ハウルの動く城)                         | 20 de novembro de 2004 | Hayao Miyazaki       | Hayao Miyazaki                               | Toshio Suzuki                  | Toho         | [ 40 ] |
| Gedo Senki (ゲド戦記)                                         | 29 de julho de 2006    | Gorō Miyazaki        | Gorō Miyazaki Keiko Niwa                     | Toshio Suzuki Tomohiko Ishii   | Toho         | [ 42 ] |
| Gake no ue no Ponyo (崖の上のポニョ)                          | 19 de julho de 2008    | Hayao Miyazaki       | Hayao Miyazaki                               | Toshio Suzuki                  | Toho         | [ 44 ] |
| Kari-gurashi no Arietti (借りぐらしのアリエッティ)            | 17 de julho de 2010    | Hiromasa Yonebayashi | Hayao Miyazaki Keiko Niwa                    | Toshio Suzuki                  | Toho         | [ 46 ] |
| Kokuriko-zaka Kara (コクリコ坂から)                           | 16 de julho de 2011    | Gorō Miyazaki        | Hayao Miyazaki Keiko Niwa                    | Toshio Suzuki                  | Toho         | [ 48 ] |
| Kaze Tachinu (風立ちぬ)                                       | 20 de julho de 2013    | Hayao Miyazaki       | Hayao Miyazaki                               | Toshio Suzuki                  | Toho         | [ 50 ] |
| Kaguya-hime no Monogatari (かぐや姫の物語)                    | 23 de novembro de 2013 | Isao Takahata        | Isao Takahata Riko Sakaguchi                 | Yoshiaki Nishimura             | Toho         | [ 52 ] |
| Omoide no Marnie (思い出のマーニー)                           | 19 de julho de 2014    | Hiromasa Yonebayashi | Masashi Andō Keiko Niwa Hiromasa Yonebayashi | Yoshiaki Nishimura             | Toho         | [ 54 ] |
| Āya to Majo (アーヤと魔女)                                    | 30 de dezembro de 2020 | Goro Miyazaki        | Keiko Niwa Emi Gunji                         | Toshio Suzuki                  | Toho         | [ 56 ] |
| Kimi-tachi wa Dō Ikiru ka (君たちはどう生きるか)              | 14 de julho de 2023    | Hayao Miyazaki       | Hayao Miyazaki                               | Toshio Suzuki                  | Toho         | [ 58 ] |

#### Co-produções
| Título                | Lançamento                                                                 | Direção              | Roteiro                             | Produção                                                                      | Companhia(s) produtora(s)                                                                                       | Distribuição            | Ref.   |
| --------------------- | -------------------------------------------------------------------------- | -------------------- | ----------------------------------- | ----------------------------------------------------------------------------- | --- | ----------------------- | ------ |
| Inosensu (イノセンス) | 6 de março de 2004                                                         | Mamoru Oshii         | Mamoru Oshii                        | Mitsuhisa Ishikawa Toshio Suzuki                                              | Production I.G                                                                                                  | Toho                    | [ 59 ] |
| La Tortue rouge       | FRA 29 de junho de 2016 BEL 29 de junho de 2016 JPN 17 de setembro de 2016 | Michaël Dudok de Wit | Michaël Dudok de Wit Pascale Ferran | Toshio Suzuki Isao Takahata Vincent Maraval Pascal Caucheteux Grégoire Sorlat | Prima Linea Productions Why Not Productions Wild Bunch CN4 Productions Arte France Cinéma Belvision Corporation | FRA Wild Bunch JPN Toho | [ 60 ] |

### Curtas-metragens
Legenda(s)
     — Transmitido na televisão
     — Produzido exclusivamente para o Museu Ghibli
     — Lançado no cinema
     — Lançado diretamente em DVD
| Título | Título                                            | Lançamento             | Direção           | Roteiro          | Produção          | Ref.   |
| ------ | ------------------------------------------------- | ---------------------- | ----------------- | ---------------- | ----------------- | ------ |
|        | Giburīzu (ギブリーズ)                             | 8 de abril de 2000     | Yoshiyuki Momose  | Yoshiyuki Momose | Hiroyuki Watanabe | [ 63 ] |
|        | Kujiratori (くじらとり)                           | 2001                   | Hayao Miyazaki    | Hayao Miyazaki   | Toshio Suzuki     | [ 64 ] |
|        | Koro no Daisanpo (コロの大さんぽ)                 | 2002                   | Hayao Miyazaki    | Hayao Miyazaki   | Toshio Suzuki     | [ 65 ] |
|        | Mei to Konekobasu (めいとこねこバス)              | 2002                   | Hayao Miyazaki    | Hayao Miyazaki   | Toshio Suzuki     | [ 66 ] |
|        | Giburīzu Episōdo 2 (ギブリーズ episode2)          | 20 de julho de 2002    | Yoshiyuki Momose  | Yoshiyuki Momose | Hiroyuki Watanabe | [ 67 ] |
|        | Kūsō no Sora Tobu Kikaitachi (空想の空飛ぶ機械達) | 2 de outubro de 2002   | Hayao Miyazaki    | Hayao Miyazaki   | Toshio Suzuki     | [ 68 ] |
|        | Yadosagashi (やどさがし)                          | 3 de janeiro de 2006   | Hayao Miyazaki    | Hayao Miyazaki   | Toshio Suzuki     | [ 69 ] |
|        | Hoshi o Katta Hi (星をかった日)                   | 3 de janeiro de 2006   | Hayao Miyazaki    | Hayao Miyazaki   | —                 | [ 70 ] |
|        | Mizugumo Monmon (水グモもんもん)                  | 3 de janeiro de 2006   | Hayao Miyazaki    | Hayao Miyazaki   | Hayao Miyazaki    | [ 71 ] |
|        | Taneyamagahara no Yoru (種山ヶ原の夜)             | 7 de julho de 2006     | Kazuo Oga         | Kazuo Oga        | —                 | [ 72 ] |
|        | Ibarādo Jikan (イバラード時間)                    | 4 de julho de 2007     | Naohisa Inoue     | Naohisa Inoue    | Shinsuke Nonaka   | [ 73 ] |
|        | Chūzumō (ちゅうずもう)                            | 3 de janeiro de 2010   | Akihiko Yamashita | Hayao Miyazaki   | —                 | [ 12 ] |
|        | Pandane to Tamago Hime (パン種とタマゴ姫)         | 20 de novembro de 2010 | Hayao Miyazaki    | Hayao Miyazaki   | —                 | [ 74 ] |
|        | Takara-sagashi (たからさがし)                     | 4 de junho de 2011     | —                 | —                | Koji Hoshino      | [ 12 ] |
|        | Kemushi no Boro (毛虫のボロ)                      | 21 de março de 2018    | Hayao Miyazaki    | Hayao Miyazaki   | —                 | [ 12 ] |

#### Co-produções
| Título                                           | Lançamento         | Direção        | Roteiro                  | Produção                   | Companhia(s) produtora(s) | Ref.   |
| ------------------------------------------------ | ------------------ | -------------- | ------------------------ | -------------------------- | ------------------------- | ------ |
| Kyoshinhei Tōkyō ni arawaru (巨神兵東京に現わる) | 6 de março de 2004 | Shinji Higuchi | Hideaki Anno Ōtarō Maijō | Hideaki Anno Toshio Suzuki | Khara                     | [ 75 ] |